# Hugh Dancy

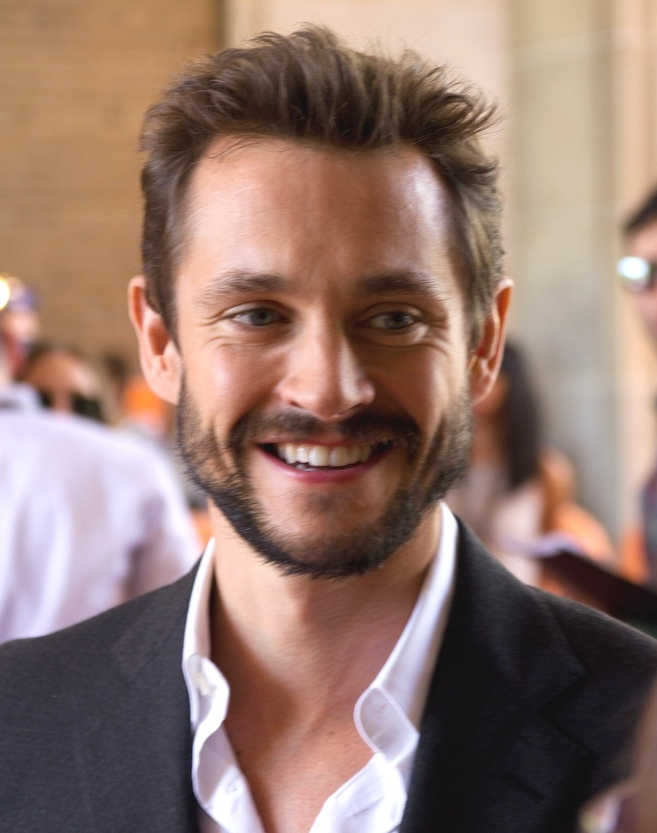
Hugh Dancy (2011)

Hugh Michael Horace Dancy (* 19. Juni 1975 in Stoke-on-Trent) ist ein britischer Schauspieler.

## Leben
Hugh Dancy ist das älteste von drei Kindern des Autors und Professors an der University of Reading und University of Texas at Austin, Jonathan Dancy, und der Verlegerin Sarah Dancy. Nach dem Abschluss in Englischer Literatur und der Englischen Sprache an der Oxford University nahm er eine Schauspielkarriere auf.
Sein Filmdebüt erfolgte 1998 in einer Nebenrolle im Fernsehkrimi Der Preis des Verbrechens. 2004 war er zudem das Gesicht einer für Männer konzipierten Modekampagne. Von 2013 bis 2015 verkörperte er die Rolle des FBI-Agenten Will Graham in der NBC-Serie Hannibal, die eine Adaption der Vorgeschichte des Romans Roter Drache von Thomas Harris darstellt.
Am 6. Februar 2009 wurde die Verlobung mit Claire Danes bekanntgegeben. Sie hatten sich bei den Dreharbeiten zu ihrem gemeinsamen Film Spuren eines Lebens kennengelernt. Im September 2009 heiratete er Danes in Frankreich. Die beiden haben gemeinsam zwei Söhne (* 2012, * 2018) und eine Tochter (* 2023).

## Filmografie

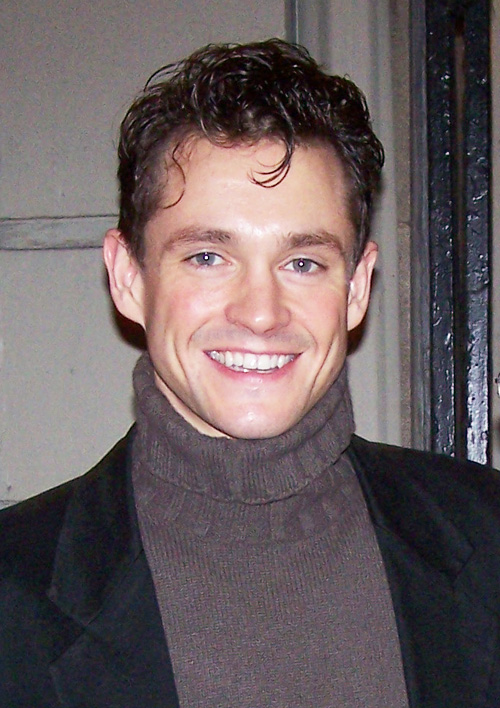
Hugh Dancy (2007)

### Fernsehserien
- 1998: Robin Hood (The New Adventures of Robin Hood in der Folge Waisenkinder, Stimme)
- 1998: Der Preis des Verbrechens (Trial & Retribution, 2 Folgen)
- 1998–1999: Polizeiarzt Dangerfield (Dangerfield, 2 Folgen)
- 1999: Kavanagh QC (Folge The More Loving One)
- 1999: Cold Feet (2 Folgen)
- 2000: Relic Hunter – Die Schatzjägerin (Relic Hunter, Folge Der letzte Tempelritter)
- 2002: Daniel Deronda (Miniserie)
- 2005: Elizabeth I (Miniserie)
- 2011: The Big C (8 Folgen)
- 2013–2015: Hannibal (39 Folgen)
- 2015: Deadline Gallipoli (Miniserie)
- 2016–2018: The Path (36 Folgen)
- 2020: Homeland (6 Folgen)
- 2020: The Good Fight (4 Folgen)
- seit 2022: Law & Order (45 Folgen)
- 2025: Der freundliche Spider-Man aus der Nachbarschaft (Your Friendly Neighborhood Spider-Man, Stimme)

### Filme
- 2000: Madame Bovary
- 2000: David Copperfield
- 2001: Young Blades
- 2001: Black Hawk Down
- 2003: Selima und John (The Sleeping Dictionary)
- 2003: Tempo
- 2004: Ella – Verflixt & zauberhaft (Ella Enchanted)
- 2004: King Arthur
- 2005: Shooting Dogs
- 2006: Basic Instinct – Neues Spiel für Catherine Tramell (Basic Instinct 2: Risk Addiction)
- 2007: Wilde Unschuld (Savage Grace)
- 2007: Blood and Chocolate
- 2007: Spuren eines Lebens (Evening)
- 2007: Der Jane Austen Club (The Jane Austen Book Club)
- 2009: Adam – Eine Geschichte über zwei Fremde. Einer etwas merkwürdiger als der Andere. (Adam)
- 2009: Shopaholic – Die Schnäppchenjägerin (Confessions of a Shopaholic)
- 2010: Coach
- 2010: Coach 2
- 2010: The Wildest Dream (Doku)
- 2011: Martha Marcy May Marlene
- 2011: Our Idiot Brother
- 2011: In guten Händen (Hysteria)
- 2013: Legends of OZ: Dorothy’s Return (Stimme)
- 2019: Late Night
- 2022: Downton Abbey II: Eine neue Ära (Downton Abbey: A New Era)